# گریگزویل (ایلینوی)
گریگزویل، ایلینوی (به انگلیسی: Griggsville, Illinois) یک شهر در ایالات متحده آمریکا با جمعیت ۱٬۲۵۸ نفر است که در ایلی‌نوی واقع شده‌است.

## نگارخانه

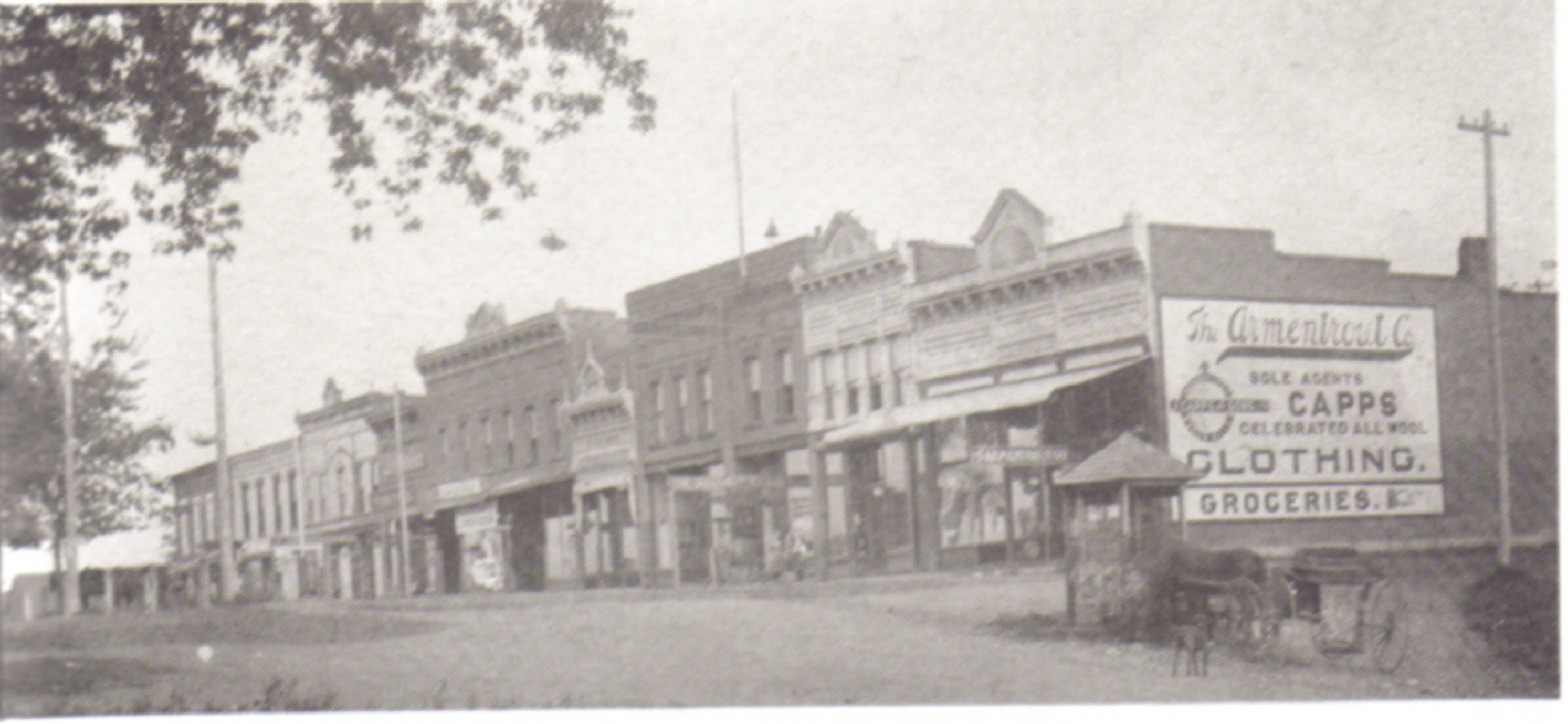
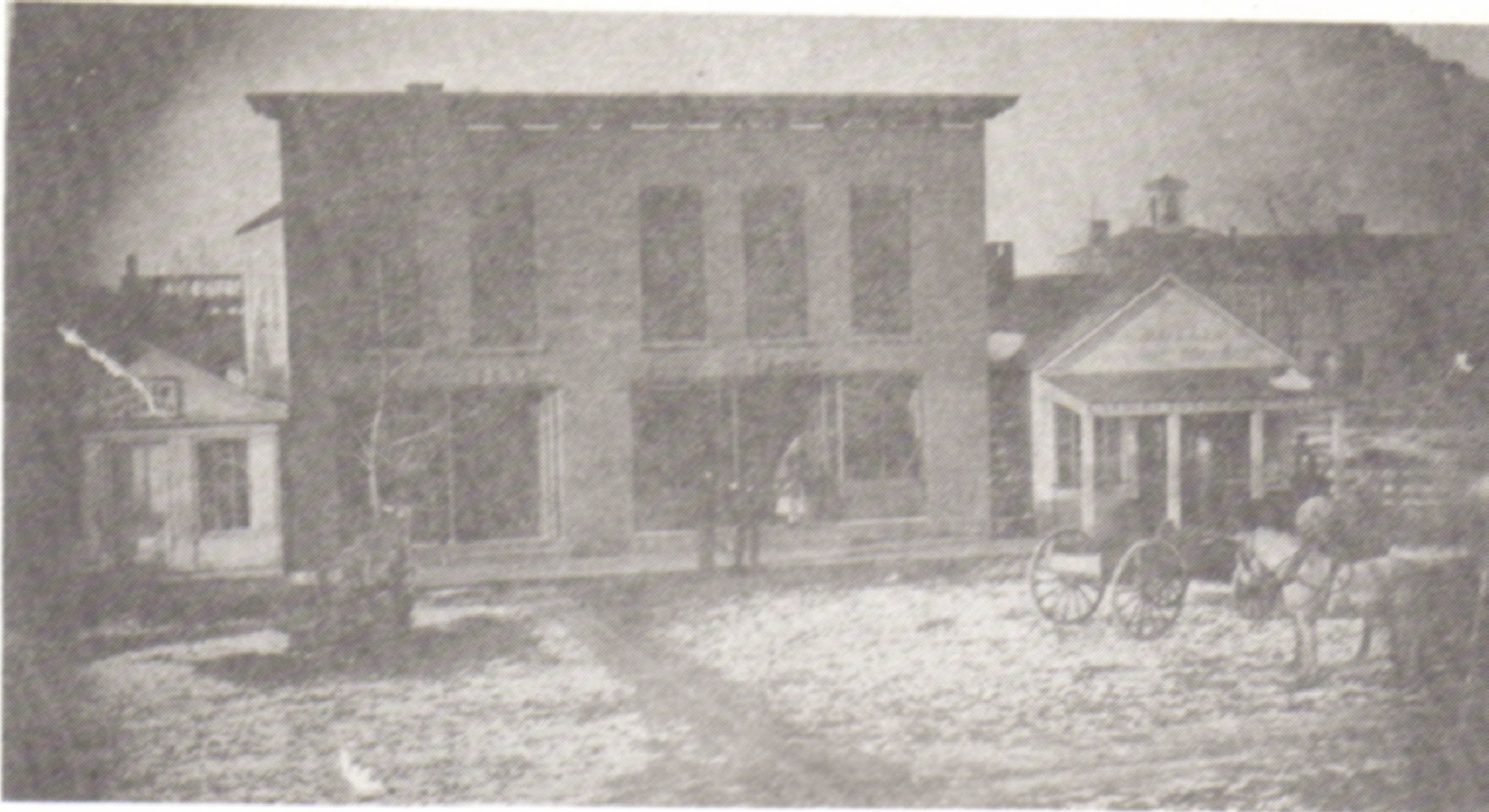
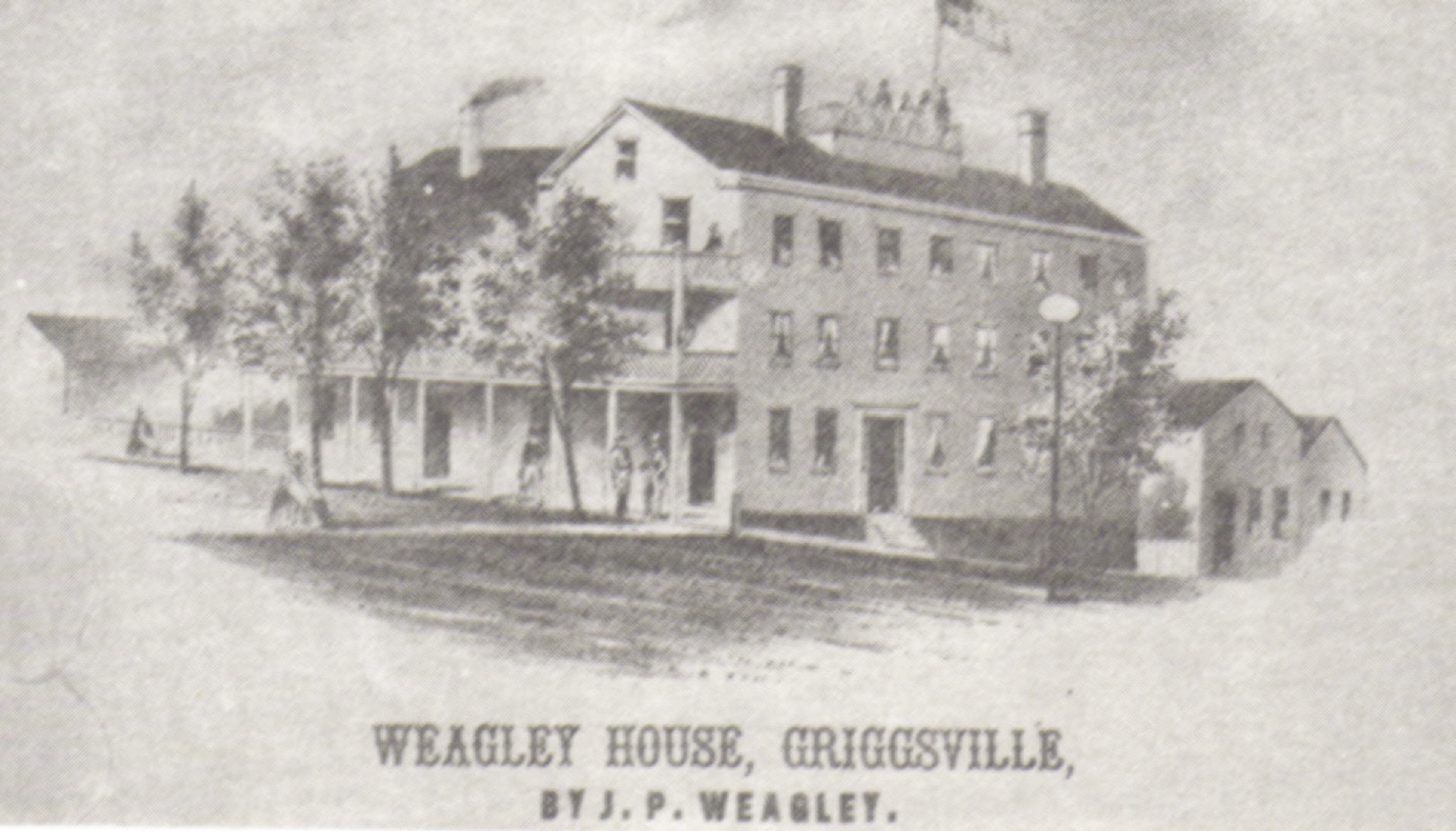
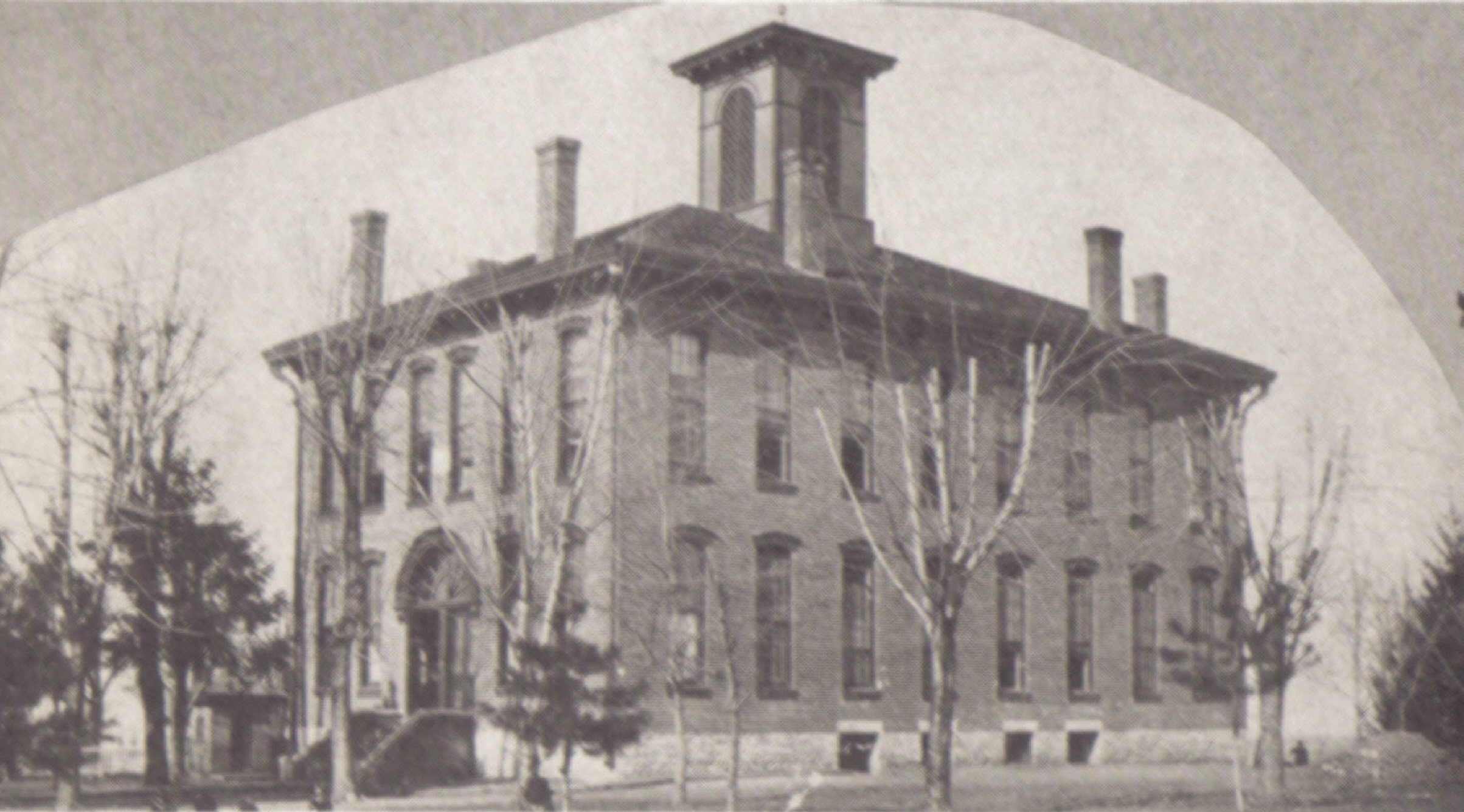